# Генеральний менеджер команди НХЛ
Генеральний менеджер команди — ключова персона в хокейній ієрархії. Раніше дана посада була поширена тільки в Північній Америці, але згодом взята за основу всім світовим хокейним співтовариством.

## Функції
Цей найманий робітник, зайнятий професійною організаторською діяльністю в клубі й наділений суб'єктом (чи суб'єктами) власності визначеними повноваженнями.
У Національній хокейній лізі, генеральний менеджер команди зазвичай займається управлінням в клубі, підписанням угод та гравців і несе головну відповідальність від імені хокейного клубу в договорі чи контрактах з гравцями. Генеральний менеджер (в деяких країнах - директор) також  наймає і звільняє тренерський штаб, в тому числі й головного тренера.

## Перелік Генеральних менеджерів команд НХЛ (теперішній час)
Східна конференція
| Команда             | Генеральний менеджер | рік приходу на посаду |
| ------------------- | -------------------- | --------------------- |
| Баффало Сейбрс      | Тім Мюррей           | 2014                  |
| Бостон Брюїнс       | Дон Суїні            | 2015                  |
| Вінніпег Джетс      | Кевін Чевелдейофф    | 2011                  |
| Кароліна Гаррікейнс | Рон Френсіс          | 2014                  |
| Флорида Пантерс     | Дейл Теллон          | 2010                  |
| Монреаль Канадієнс  | Марк Бержевен        | 2012                  |
| Нью-Джерсі Девілс   | Рей Шеро             | 2015                  |
| Нью-Йорк Айлендерс  | Гарт Сноу            | 2006                  |
| Нью-Йорк Рейнджерс  | Глен Сейтер          | 2000                  |
| Оттава Сенаторс     | Браян Мюррей         | 2007                  |
| Філадельфія Флайєрс | Рон Гекстолл         | 2006                  |
| Піттсбург Пінгвінс  | Джим Рутерфорд       | 2014                  |
| Тампа-Бей Лайтнінг  | Стів Айзерман        | 2010                  |
| Торонто Мейпл-Ліфс  | вакантне             |                       |
| Вашингтон Кепіталс  | Браян МакЛеллан      | 2014                  |

Західна конференція
| Команда              | Генеральний менеджер | рік приходу на посаду |
| -------------------- | -------------------- | --------------------- |
| Анагайм Дакс         | Боб Мюррей           | 2008                  |
| Калгарі Флеймс       | Бред Трелівінг       | 2014                  |
| Чикаго Блекгокс      | Стен Боумен          | 2009                  |
| Колорадо Аваланш     | Джо Сакік            | 2014                  |
| Колумбус Блю-Джекетс | Ярмо Кекяляйнен      | 2013                  |
| Даллас Старс         | Джим Нілл            | 2013                  |
| Детройт Ред-Вінгс    | Кен Голланд          | 1997                  |
| Едмонтон Ойлерс      | Пітер Чіареллі       | 2015                  |
| Лос-Анджелес Кінгс   | Дін Ломбарді         | 2006                  |
| Міннесота Вайлд      | Чак Флетчер          | 2009                  |
| Нешвілл Предаторс    | Девід Пойл           | 1997                  |
| Аризона Койотс       | Дон Мелоні           | 2007                  |
| Сан-Хосе Шаркс       | Дуг Вілсон           | 2003                  |
| Сент-Луїс Блюз       | Дуг Армстронг        | 2010                  |
| Ванкувер Канакс      | Джим Беннінг         | 2014                  |